# Whiteman Air Force Base

i7
i11
i13
Die Whiteman Air Force Base (kurz Whiteman AFB, IATA-Code: SZL, ICAO-Code: KSZL) ist ein Luftwaffenstützpunkt der US-Luftwaffe und liegt im Johnson County, Missouri, nahe der Stadt Knob Noster. Die ausschließlich durch die USAF betriebenen Northrop B-2-Tarnkappenbomber der 509th Bomb Wing sind dort stationiert. Whiteman AFB ist damit weltweit der einzige langfristige operationelle Standort dieses Flugzeugtyps. Für den Whiteman AFB Census-designated place, in dem der United States Census die Basis zu statistischen Zwecken erfasst, wurden 2020  insgesamt 2896 Einwohner gezählt.

## Geschichte

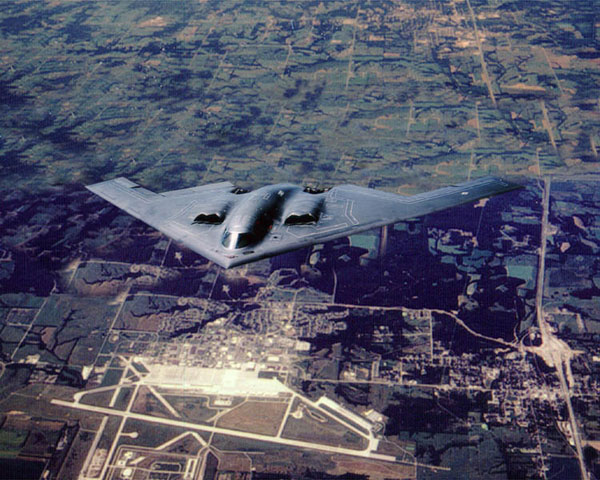
Ein B-2-Bomber über der Air Force Base

Der Stützpunkt wurde 1942, während des Zweiten Weltkrieges, unter der Bezeichnung Sedalia Glider Base eröffnet. 1951 wurde sie dem Strategic Air Command übergeben und zur Benutzung durch Langstreckenbomber umgebaut, die ersten B-47 Stratojets wurden 1954 dorthin verlegt. 1955 erfolgte die Umbenennung in Whiteman AFB, nach 2nd Lt. George A. Whiteman, einem Luftwaffenangehörigen, der während des Angriffs auf Pearl Harbor am 7. Dezember 1941 umkam und aus Sedalia, einer nahegelegenen Stadt, stammte.
1961 entschied die US-Regierung, die Whiteman AFB als Unterstützungsbasis für ein Geschwader Minuteman-Interkontinentalraketen zu benutzen. In den darauffolgenden Jahren wurden dazu 150 Raketensilos nebst 15 Kontrollzentren gebaut. Die ersten Raketen trafen im Januar 1964 ein, sie blieben dort während des gesamten Kalten Krieges stationiert, bis sie aufgrund der START-Abrüstungsabkommen in den 1990ern deaktiviert wurden.

## Heutige Nutzung
Das nächste Kapitel in der Geschichte der Whiteman AFB begann in den späten 1980er Jahren, als die Entscheidung getroffen wurde, die Tarnkappenbomber B-2 Spirit dort zu stationieren, was wiederum massive Bautätigkeiten auslöste. Es wurden etwa neue Hangars extra für die Spirit gebaut, auch die so genannten Extra Large Deployable Aircraft Hangar Systems wurden auf der Whiteman AFB getestet. Die erste B-2 landete am 17. Dezember 1993 auf dem Stützpunkt.

## Zukunft
Sie soll in einigen Jahren die dritte Einsatzbasis der Northrop Grumman B-21 werden.

## Zwischenfälle
- Am 22. März 1945 stürzte eine Curtiss C-46A-55-CK Commando der United States Army Air Forces (USAAF) (Luftfahrzeugkennzeichen 43-47184) 8 Kilometer nördlich von Slater, Missouri, ab und ging in Flammen auf. Die Maschine war auf einem Flug vom und zum Sedalia Army Air Field. Beide Piloten, die einzigen Insassen, kamen ums Leben.[3]

- Am 22. März 1945 brachen an einer Curtiss C-46D-5-CU Commando der United States Army Air Forces (USAAF) (44-77320) bei einem Instrumenten-Übungsflug nacheinander beide Tragflächen ab. Der Absturz erfolgte 19 Kilometer südwestlich von Slater, Missouri. Die Maschine war vom und zum Sedalia Army Air Field unterwegs. Die Ermittler vermuteten, dass die Tragflächen bei einer Überlastung während einer möglicherweise starken Ausleitung aus einer ungewöhnlichen Fluglage versagten. Beide Piloten, die einzigen Insassen, kamen ums Leben.[4]

- Am 16. Juli 1945 verloren die Piloten einer Curtiss C-46D-10-CU Commando der United States Army Air Forces (USAAF) (44-77557) kurz nach dem Start vom Sedalia Army Air Field die Kontrolle über das Flugzeug. In rund 150 Metern Höhe kam es zum Strömungsabriss, Absturz und Vollbrand. Offensichtlich waren die Ruderverriegelungen des Höhenruders nicht entfernt worden. Beide Piloten, die einzigen Insassen, wurden getötet.[5]

- Am 10. Mai 1965 setzten die Piloten einer Douglas DC-6A der US-amerikanischen Aaxico Airlines (N6579C) ihren Anflug auf die Whiteman Air Force Base fort, obwohl mitten durch die Anfluglinie eine Gewitterfront verlief. Die Maschine schlug 1280 Meter vor der Landebahn und 225 Meter neben der Anfluggrundlinie in Bäume ein. Das Flugzeug zerbrach und kam 350 Meter weiter zum Stillstand. An den linken Treibstofftanks brach ein Feuer aus. Alle drei Besatzungsmitglieder, die einzigen Insassen auf dem Frachtflug, überlebten den Unfall.[6]

- Am 24. Juni 1967 wurde eine Douglas C-124C Globemaster II der United States Air Force (USAF) (50-086) beim Durchstarten an der Whiteman Air Force Base in einen Strömungsabriss geflogen und stürzte zu Boden. Über Personenschäden ist nichts bekannt.[7]